# Run This Town
«Run This Town» es una canción interpretada por el rapero estadounidense Jay-Z con la colaboración musical de la cantante barbadense Rihanna y del artista de rap Kanye West, quien la produjo junto a No I.D. para el decimoprimer álbum de estudio de Jay-Z, The Blueprint 3.
Durante el tercer cuatrimestre del año 2009, "Run This Town" fue lanzada por el sello Roc Nation como el primer sencillo internacional de The Blueprint 3. Tras ello, "Run This Town" ingresó al top 10 de las principales listas musicales de canciones de Canadá, los Estados Unidos, Irlanda y Noruega. Caso especial fue el de la Billboard Hot 100 de los Estados Unidos, donde logró posicionarse en el puesto N.º 2 y marcó el mejor posicionamiento registrado por un sencillo de Jay-Z hasta ese momento, ya que el siguiente sencillo, Empire State of Mind, logró llegar hasta el puesto N.º 1, convirtiéndose en la mejor posición para un sencillo del cantante en dicha lista.

## Antecedentes
"Run this town" samplea la canción "Someday in Athens"  de 1970 de la banda griega The 4 Levels of Existence. El segundo sencillo oficial estaba originalmente planeado como "Off That", con Drake, pero después fue cambiado a "Run this town" con Rihanna y Kanye West. La canción hizo su debut en la radio el 24 de julio a las 9:11 A.M. para coincidir con la fecha del lanzamiento del álbum el 11 de septiembre de 2009. El sencillo oficial fue lanzado en iTunes el 11 de agosto de 2009. Fue lanzado oficialmente a la radio urbana de la semana del 9 de agosto de 2009. Una nueva versión para el Reino Unido se lanzó el 31 de agosto de 2009. La contribución de Rihanna en el sencillo, fue su primera aparición musical después de su altercado el 8 de febrero con su exnovio Chris Brown. Rihanna la interpretó en vivo como parte del espectáculo de medio tiempo del Super Bowl LVII.

## Crítica
"Run This Town" recibió críticas mixtas. About.com opinó que Jay-Z carecía de presencia, por escrito, Parece que alguien finalmente se cansó de ser intimidado por 'Gran Hermano'. Cayó Roc Nación el balón en la canción de crédito sin embargo; se debe leer "de Kanye West Con Rihanna, porque vosotros Jay fue asesinado en su propia pista. Pero eso no es decir mucho, porque Jay estaba corriendo esta carrera en un pie. En otras palabras, Kanye no ganó, Jay perdido.
Pitchfork Media sin embargo, elogió la canción: "Hay algo para todos: Jay con sonidos iniciados de manera rara, Rihanna arrulla los ay" ay " de la radio, y Kanye West, como usted pudo haber leído, una vez más eclipsa el tipo al que los productores de gancho. Rihanna no puede ser auto-Tune'd, pero definitivamente es el piloto automático."
Digital Spy ha sido en el dicho medio:

"Con tres de las más grandes estrellas del mundo del hip-hop y R&B, Run This Town nunca iba a ser un fracaso, pero tampoco es un éxito clamoroso. Rapear mancha de Kanye ("baby Reebok, lo que necesita para tratar de algunas cosas nuevas, ¿ha tenido alguna vez los zapatos sin cordones de los zapatos? ") y" Rihanna hey-hey "gancho coro que Jay-Z parece innecesaria, lo que sin duda no puede haber sido el objetivo. Los golpes militares caótica marcha son impresionantes y el sombrero ante Jigga para desairar a Auto-Tune, pero esta pista no parece ser lo apropiado de un artista considerado una leyenda del rap revolucionario."

## Video musical
El video fue dirigido por Anthony Mandler y fue filmado el 6 de agosto de 2009, en Fort Totten Park de Nueva York. El video se filtró el 19 de agosto de 2009, por MTV Alemania. Se trata de personas con máscaras, con antorchas, mientras caminan. Rihanna lleva un pañuelo de cubrir su boca y comienza a cantar en un parque mientras que las explosiones se van fuera a su alrededor. Entonces Jay-Z canta sus versos, mientras en una zona de templos. En un momento el trío se encuentran en una fase similar a la plataforma con la mafia que les rodea. Kanye West canta en un área de la cueva como sosteniendo una antorcha y con un pañuelo cubrirse el rostro como Jay-Z y Rihanna.
El video se estrenó el 20 de agosto en MTV, así como otros canales de MTV en todo el mundo, y el Internet. Anthony Mandler el director del video musical tuvo esto que decir:

"Hay un tono y sentimiento a la canción, hay una milicia, una marcha y un tipo de energía rambunctious de forma que, para mí, inmediatamente me quería aprovechar. Mostré Jay algunas referencias de las zonas clásicas rebelde de los mundo. Vivimos en la sociedad muy ordenada en los Estados Unidos, pero cuando usted consigue en Brasil, te metes en el Oriente Medio, se obtiene a África, usted entra en Europa del Este, al acceder a lugares como ese, hay un tipo diferente de pasamos corriendo por este pueblo. Hay menos orden y más caos. Así que miró a muchas de esas referencias, nuevas fotos y fotos históricas, para capturar ese tipo de caer-aparte el sentimiento."

"Nosotros queremos que ustedes se sienten incómodos en toda la pieza", dijo. "Queríamos que haya una capa constante de tensión a través de la pieza. Incluso en la forma en que maté cuando la cámara está por Jay, no se detiene en él, va a Rihanna. Existe un tipo de este caos de revelar y cubrir y ocultar. Y las cosas suceden fuera de la pantalla que usted no ve. Creo que la gente realmente va a voltear a este." El vídeo fue lanzado en iTunes el 25 de agosto de 2009.
Se clasificó en el puesto # 11 en BET Notarial: Top 100 Videos del año 2009 cuenta regresiva.

## Rendimiento en listas
"Run This Town" escaló hasta el número tres en su tercera semana en el Billboard Hot 100 después de debutar en el número 88 y subir hasta el número 66 en dos semanas. La canción alcanzó el número 2. Es el segundo más alto de Jay-Z de su carrera como artista principal. En mayo de 2012, alcanzó los tres millones de descargas vendidas en el país.
También debutó en el número 16 en la lista de sencillos de Irlanda, sobre la base de descargas solo, y obtuvo el cuarto puesto la semana siguiente. La canción fue lanzado digitalmente el 30 de agosto en el Reino Unido. Durante su segundo día de la liberación alcanzó el número uno en iTunes del Reino Unido. De acuerdo con las listas británicas entre semana, "Get Sexy" de Sugababes se privó del alcance del número uno en el UK Singles Chart, pero "Run This Town" vendió más y llegó al número uno. El 6 de septiembre, "Run This Town" entró en el UK Singles Chart en el número uno, lo que hizo que Jay-Z obtuviera su primer número uno en Reino Unido como artista principal y cuarto en la general. Él había superado ya la carta en dos ocasiones con su esposa Beyoncé Knowles con "Crazy In Love" y "Déjà Vu" y había tenido una posición de diez semanas en el número 1 con Rihanna en 2007. Fue el tercer número uno para Rihanna (a raíz de "Umbrella" y "Take A Bow") y Kanye West, que había superado previamente las cartas por un total de seis semanas con "Stronger" y "American Boy" (Estelle con) . Fue el séptimo de Rihanna dos primeros individuales tanto como el plomo y el artista invitado. La canción vendió 62.000 copias en su primera semana. En suma, de acuerdo a la compañía The Official UK Charts Company, «Run This Town» ha vendido alrededor de 290 mil copias en el Reino Unido, las cuales le convierten en el sencillo más vendido de The Blueprint 3 en el estado.
Sobre el tema de fecha 14 de septiembre de 2009, la canción debutó en el número 66 en el de Australia ARIA Singles Chart. En su segunda semana, saltó hasta el número 25 y cuenta en la actualidad alcanzó el puesto 10.
"Run This Town" ha aparecido hasta ahora en las listas en 15 países y la European Hot 100 Singles, llegando a la lista de los diez más populares en once de ellos. En el Reino Unido, alcanzó el número uno tanto en el UK Singles Chart y R&B Chart, mientras que ha hecho lo mismo en los EE. UU. en las canciones de Rap y Listas de Rítmica Airplay. Estuvo en listas por 250 semanas.

## Formatos
- US/UK CD single

1. "Run This Town" (feat. Rihanna & Kanye West) - 4:36

- iTunes Digital 45

1. "Run This Town" (feat. Rihanna & Kanye West) - 4:27
2. "Run This Town" (Live from Madison Square Garden) (feat. Rihanna & Kanye West) - 6:24

- Best Buy

1. "Run This Town" (feat. Rihanna & Kanye West) - 4:27
2. "D.O.A.

## Listas y certificaciones
| Lista                              | Posición Más Alta |
| ---------------------------------- | ----------------- |
| Australian Singles Chart           | 9                 |
| Austrian Singles Chart             | 29                |
| Belgium Singles Chart              | 28                |
| Canadian Hot 100                   | 6                 |
| Dannish Singles Chart              | 20                |
| Dutch Top 40                       | 10                |
| European Hot 100                   | 5                 |
| German Singles Chart               | 17                |
| Hungarian Singles Chart            | 10                |
| Irish Singles Chart                | 3                 |
| Japan Hot 100                      | 40                |
| New Zeland Singles Chart           | 9                 |
| Norwegian Singles Chart            | 5                 |
| Swedish Singles Chart              | 8                 |
| Swiss Singles Chart                | 9                 |
| UK Singles Chart                   | 1                 |
| US Billboard Hot 100               | 2                 |
| US Billboard Hot R&B/Hip-Hop Songs | 3                 |
| US Billboard Rap Songs             | 1                 |
| US Billboard Digital Songs         | 3                 |
| US Billboard Ringtones             | 1                 |
| US Billboard Pop 100               | 9                 |
| US Billboard Radio Songs           | 2                 |

| 2009                           |    |
| US Billboard Hot 100           | 31 |
| US Billboard R&B/Hip-Hop Songs | 46 |
| US Billboard Radio Songs       | 29 |
| US Billboard Digital Songs     | 32 |
| US Billboard Hot Rap Songs     | 8  |
| US Billboard Master Ringtones  | 36 |
| Canadian Hot 100               | 53 |
| US Billboard Hip-Hop Airplay   | 47 |
| Australian Singles Chart       | 16 |

| Lista (2000-09)          | Posición |
| ------------------------ | -------- |
| US Billboard Hot Airplay | 29       |
| Australian Singles Chart | 60       |

| País           | Certificación |
| -------------- | ------------- |
| Estados Unidos | 2× Platino    |
| Nueva Zelanda  | Oro           |
| Australia      | Platino       |